# Wydmy Kotliny Toruńskiej
Wydmy Kotliny Toruńskiej este o arie protejată (sit de importanță comunitară — SCI) din Polonia întinsă pe o suprafață de 5.289,91 ha, integral pe uscat.

## Localizare
Centrul sitului Wydmy Kotliny Toruńskiej este situat la coordonatele 52°55′55″N 18°36′46″E / 52.9319°N 18.6128°E.

## Înființare
Situl Wydmy Kotliny Toruńskiej a fost declarat sit de importanță comunitară în aprilie 2014 pentru a proteja 1 specie de animale.

## Biodiversitate
Situată în ecoregiunea continentală, aria protejată conține 4 habitate naturale: Vegetație psamofilă uscată cu pășuni deschise de Corynephorus și Agrostis, Pajiști uscate europene, Păduri de stejar și carpen Galio-Carpinetum, Păduri stepice euro-siberiene cu Quercus spp..
La baza desemnării sitului se află o specie protejată de  mamifere: lupul (Canis lupus).